# Bruno Vondenhoff
Franz Bruno Vondenhoff (* 16. Mai 1902 in Köln; † 7. Juli 1982 in Frankfurt am Main) war ein deutscher Dirigent, Intendant, Musikwissenschaftler und Hochschullehrer. Er war Generalmusikdirektor an den Theatern in Halle (Saale) (1935–1937), Freiburg im Breisgau (1938–1944) und Frankfurt am Main (1945–1952). Nach dem Zweiten Weltkrieg machte sich Vondenhoff um den organisatorischen Wiederaufbau der Oper Frankfurt verdient. Überdies baute er die Opernschule an der Hochschule für Musik und Darstellende Kunst Frankfurt am Main auf. Früh in seiner Dirigentenkarriere setzte er sich für Neue Musik ein (Alban Berg, Paul Hindemith u. a.). Gemeinsam mit seiner Frau Eleonore Vondenhoff forschte er in seinen späten Jahren intensiv zu Gustav Mahler. Außerdem trat er als Übersetzer und Moderator in Erscheinung.

## Leben

### Musikstudium in Köln
Bruno Vondenhoff wurde 1902 als Sohn des Restaurateurs Joseph Vondenhoff (geb. 1867) und dessen Frau Katharina, geborene Urban (geb. 1873), in Köln am Rhein geboren. Ebenda besuchte er das Kreuzgassengymnasium.
Nach dem Abitur studierte er von 1919 bis 1922 Musikwissenschaft, Philosophie und Kunstgeschichte an der Universität zu Köln und für zwei Semester an der Rheinischen Friedrich-Wilhelms-Universität Bonn. Zusätzlich nahm er 1920 ein Musikstudium am Conservatorium der Musik in Coeln auf, wo Peter Dahms in Klavier, August von Othegraven und Franz Bölsche in Theorie sowie Hermann Abendroth in Dirigieren zu seinen Lehrern gehörten. Weiteren Einfluss übte auf ihn der Opernkapellmeister und spätere Generalmusikdirektor Otto Klemperer aus.

### Dirigierverpflichtungen
Nach seinem Musikstudium 1922 trat er seine erste Stelle als Kapellmeister am Landestheater Coburg in Bayern an; eine begonnene Dissertation über die Klaviersonaten des italienischen Komponisten Muzio Clementi beendete er nicht. Nach einer Saison wechselte er in gleicher Position an das Städtische Lortzing-Theater in Münster in Westfalen.
1925 ging er als Erster Kapellmeister an das Stadttheater Danzig. Hier stand er „eher für traditionelle Stoffe und handwerklich gute Inszenierungen. Er setzte hauptsächlich auf Zugpferde, die beim Publikum uneingeschränkt ankamen, und hatte teilweise auch durchaus Erfolg damit“, wie Stephan Wolting ausführte. Erfolg hatte Vondenhoff vor allem mit Verdis „Aida“. Dennoch blieb er im Schatten von Cornelius Kun, der immer noch allseits geschätzt war.
Im Jahr 1928 wurde er Erster Kapellmeister bzw. 1929 musikalischer Oberleiter am Reußischen Theater in Gera. Ebendort setzte er sich für zeitgenössische Musik ein. So verantwortete er hier die Uraufführungen von Rudolf Wagner-Régenys „Moschopulos“ (1928), „Der nackte König“ (1928) und „Esau und Jacob“ (1930), von Tibor Harsányis „Häusliches Glück“ (1930) und von Eugene Zádors „x-mal Rembrandt“ (1930). Erstaufführungen von Werken Béla Bartóks, Paul Hindemiths, Darius Milhauds und anderen standen in Gera ebenso auf dem Programm. Hervorzuheben ist vor allem die mitteldeutsche Erstaufführung von Alban Bergs „Wozzeck“. Beide Musiker pflegten eine freundschaftliche Beziehung.
Mit seinem Wechsel nach Königsberg i. Pr. wurde er ab 1931 in der Nachfolge von Werner Ladwig Operndirektor. Außerdem übernahm er von Hermann Scherchen die städtischen Sinfoniekonzerte, wurde Dirigent beim Ostmarken Rundfunk und Leiter des Konzertchors Musikalische Akademie. Gleichzeitig leitete er ab 1932 eine Dirigentenklasse am dortigen Konservatorium. 1932 brachte er die Bearbeitung von Johann Friedrich Reichardts „Claudine von Villa Bella“ durch Joseph Müller-Blattau zur Uraufführung. Auch in Königsberg gab es zahlreiche Erstaufführungen von Komponisten wie Alban Berg, Paul Hindemith, Arthur Honegger, Darius Milhaud, Dmitri Schostakowitsch, Igor Strawinsky und Rudolf Wagner-Régeny. Des Weiteren wurde die Oper „Die Bürgschaft“ von Kurt Weill einstudiert. Einen durch die Nationalsozialisten geforderten Abbruch lehnte er ab; das Stück wurde verboten. Wegen seines Einsatzes für die als jüdisch-entartet diffamierte Musik und damit verbundener „politischer Unzuverlässigkeit“ wurde er im März 1933 kurzzeitig zwangsbeurlaubt. Noch im Frühjahr verließ er Königsberg in Preußen Richtung Köln.

### Generalmusikdirektor

#### Halle (Saale)

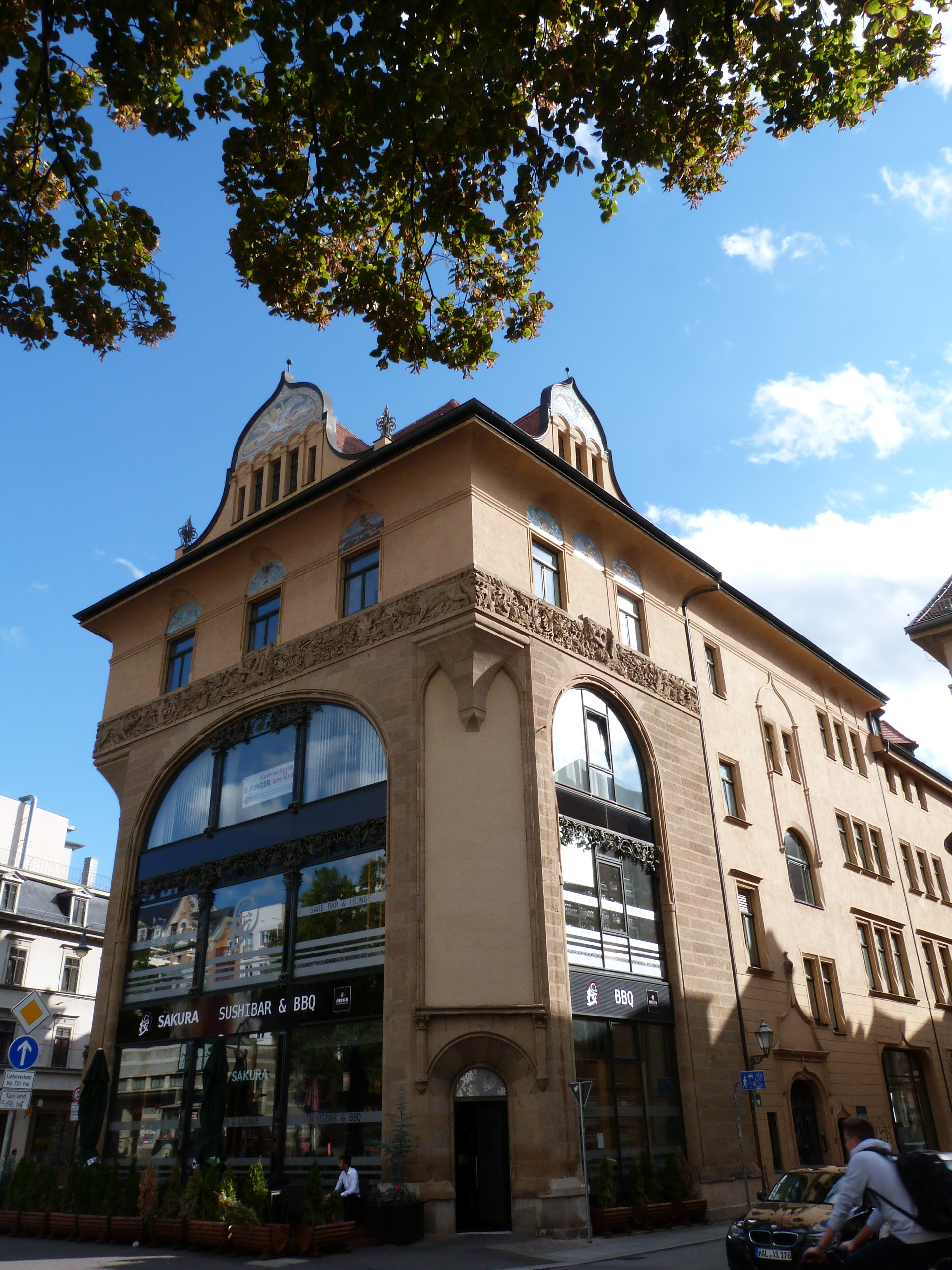
Ehemalige Wohnung der Familie Vondenhoff in Halle/Saale (2016)

Nach erfolglosen Anläufen u. a. beim Landestheater Oldenburg wurde er im Juni 1933 musikalischer Oberleiter am Stadttheater in Halle (Saale) und Dirigent der Sinfoniekonzerte des Städtischen Orchesters. Hier bezog er in der Altstadt eine Jugendstilwohnung des Pianohändlers Balthasar Döll (Große Ulrichstraße 33/34: 2. Stock mit Blick auf die Kleine Ullrichstraße). 1935 wurde er zum Generalmusikdirektor ernannt. Als Gastdirigenten holte er u. a. den Komponisten Hans Pfitzner nach Halle. Weiterhin trat er in freundschaftlichen Kontakt mit Werner Egk. Unter Vondenhoffs Konzertdirigaten waren in jener Zeit auch zwei Uraufführungen: Hans Kleemanns „Die vier Temperamente“ und Heinz Schuberts „Die Seele“. Die ursprünglich geplante Uraufführung der Oper „Der Günstling“ von Rudolf Wagner-Régeny konnte nicht realisiert werden. Eva Zander (2005) kommentierte, dass „Uraufführungen von Rang [...] praktisch nur an die namhaftesten und bestausgestatteten Institute unter prominenter, wohl auch politisch einwandfreier Leitung, allen voran Berlin, Dresden und München“ vergeben wurden. Darüber hinaus wirkte Vondenhoff mit Händels „Otto und Theophano“ an den Händel-Festspielen mit. 1935 war er Gastdirigent beim Beethoven-Zyklus des Berliner Philharmonischen Orchesters. Zwei Jahre nach der Ernennung zum Generalmusikdirektor wurde er wegen seiner Ehe mit einer „Halbjüdin“ entlassen; sein Abschiedskonzert gab er im April 1937. In der Öffentlichkeit breitete sich nun ein „Mantel des Schweigens“ über seine Person aus.

#### Freiburg im Breisgau

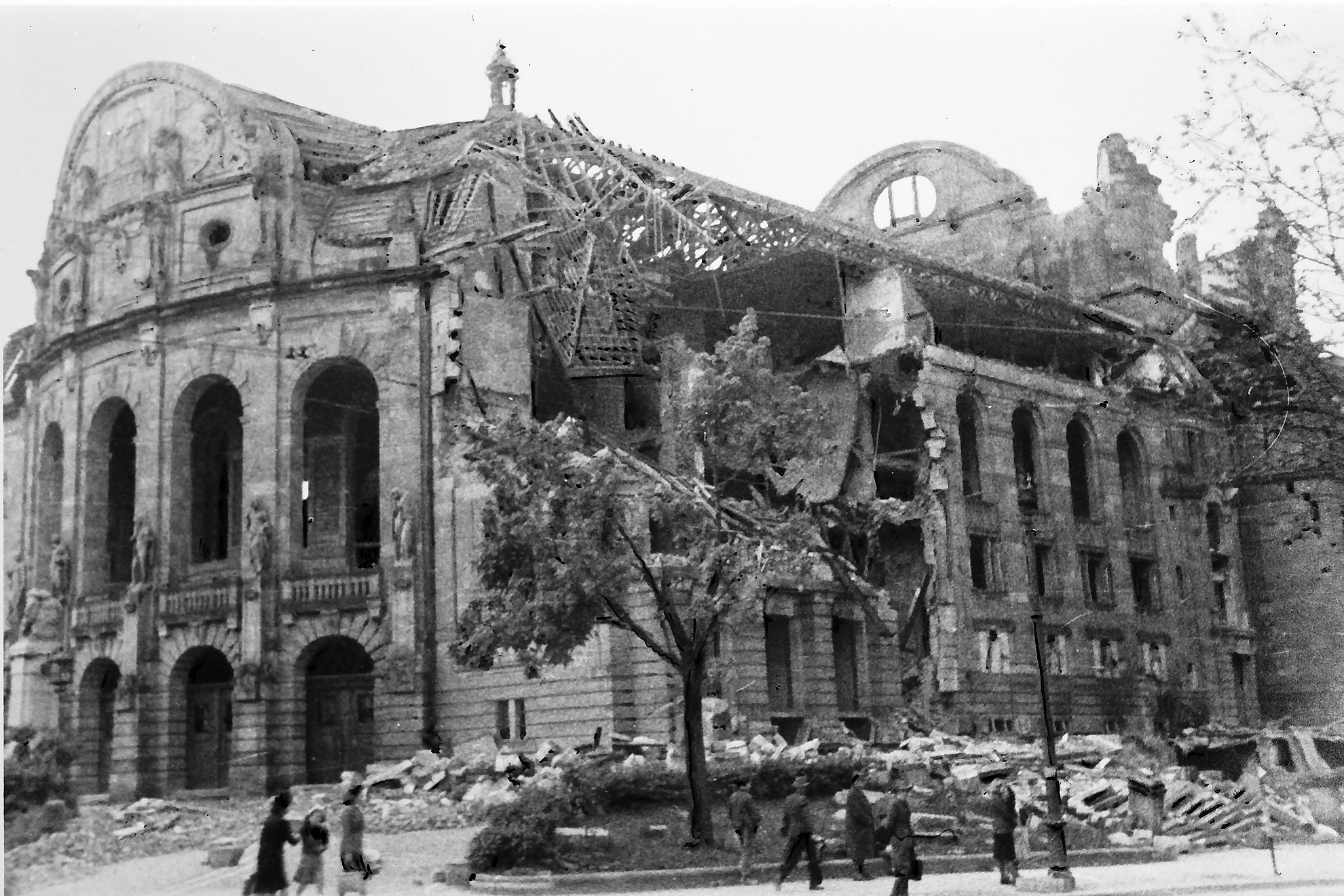
Zerstörte Arbeitsstätte, Stadttheater von Freiburg im Breisgau (1944–1948)

Nachdem der Intendant der Städtischen Bühnen Freiburg, Wolfgang Nufer, bereits im Sommer 1937 Interesse bekundet hatte, wurde der angezählte Vondenhoff ab der Spielzeit 1938/39 als Generalmusikdirektor und Nachfolger von Franz Konwitschny in Freiburg im Breisgau verpflichtet; er setzte sich im Bewerbungsprozess gegen Hans Rosbaud durch. Maßgeblich protegiert wurde Vondenhoff durch seinen früheren Lehrer, den Gewandhauskapellmeister Hermann Abendroth. Vondenhoff erhielt wohl eine „Sondergenehmigung“ durch Joseph Goebbels. Seine Biographin Eva Zander (2005) bewertet die „Freiburger Lösung“ als „vorteilhaft für alle Beteiligten“. In Freiburg hatte Vondenhoff die musikalische Oberleitung für verschiedene Opern-Neuinszenierungen von Ottmar Gersters „Enoch Arden“ bis Ermanno Wolf-Ferraris „Die vier Grobiane“ inne. Außerdem dirigierte er die Uraufführungen von Komponisten aus der Region, darunter Josef Schelb, Carl Ueter, Julius Weismann, Eberhard Ludwig Wittmer. Die Freiburger Musikwochen, welche unter seiner Leitung standen, hatten Schubert (1938), Beethoven (1939), Mozart (1941), „Romantiker“ (1942) und Haydn/Brahms (1943) zum Gegenstand. Das Orchester schätzte ihn, so Thomas Salb (1993), weil er „die Musiker am Entstehungsprozeß eines Werkes teilhaben ließ und sie zu eigener Kreativität anregte.“ Zwei in Antwerpen im besetzten Belgien abgehaltene Konzerte (1941/43) wurden nach Auffassung von Eric Derom (2015) durch Vondenhoff, der Schwierigkeiten mit den Nationalsozialisten hatte, aus Karrieregründen dirigiert. Mit der Spielzeit 1944/45 wurde er durch Wilhelm Schleuning (unter Zahlung einer Abfindung) als Generalmusikdirektor abgelöst, zuletzt erhielt er Hausverbot. Im Gegensatz zu anderen Künstlern hielt er trotz dieser Entbehrungen zu seiner „nichtarischen“ Frau. Während der alliierten Luftangriffe auf Freiburg am 27. November 1944 wurde das Stadttheater zerstört.

#### Frankfurt am Main
Nach Hilmar Hoffmann (2008) hat er sich „trotz politischer Beargwöhnungen durch die [sic!] NS-Kulturapparat als starker Orchestererzieher qualifiziert.“ Nach dem Zweiten Weltkrieg sollte er Städtischer Musikdirektor sowie Leiter der Konzerte der Frankfurter Museumsgesellschaft (mit dem Frankfurter Opern- und Museumsorchester) und des Cäcilien-Vereins werden. Im Oktober 1945 berief ihn die Stadt Frankfurt am Main als Nachfolger von Franz Konwitschny zum musikalischen Oberleiter und Opernintendanten. Zu letzterem wurde er durch Kulturrat Eberhard Beckmann und die US-amerikanische Militärregierung ausdrücklich gedrängt. Maßgeblich verantwortete er den organisatorischen Wiederaufbau der Oper Frankfurt. Bereits im September 1945 wurde der Spielbetrieb im umgebauten Saal der Getreidebörse mit Giacomo Puccinis „Tosca“ wiederaufgenommen. Ende 1951 eröffnete er die wiederaufgebaute Spielstätte am Theaterplatz. Als Intendant (1945–1951) – ab 1948 der gesamten Städtischen Bühnen Frankfurt – verpflichtete er u. a. die Gesangssolisten Georg Stern, Christa Ludwig, Kurt Wolinski, Heinrich Bensing, Toni Blankenheim, Kurt Marschner, Rosl Zapf und Ludwig Welter. Nach Frankfurt holte er Regisseure wie Walter Felsenstein, Otto Schenk und Wieland Wagner. Anlässlich der „Hindemith-Tage“ zum 50. Geburtstag des Komponisten (1945) holte Vondenhoff die Musik des emigrierten Komponisten nach Frankfurt zurück. Vondenhoff leitete die deutsche Erstaufführung von Hindemiths „Thema mit Vier Variationen. Die vier Temperamente“. Weitere deutsche Erstaufführung von Bedeutung sollten folgen u. a. Alban Bergs „Violinkonzert“ (1946), Frank Martins „Golgotha“ (1950) und Richard Strauss’ „Vier letzte Lieder“ (1950). Daneben leitete Vondenhoff die Uraufführung mehrerer Konzerte in Frankfurt (u. a. Walter Abendroth, Anton Biersack, Walter Braunfels, Gerhard Frommel, Harald Genzmer, Erich Sehlbach). 1952 gab er das Generalmusikdirektorenamt an Georg Solti ab, verblieb aber noch bis 1955 als Dirigent. Vondenhoff belebte ab 1945 auch den Cäcilien-Chor wieder. In seine Chorleiterzeit (1945–1949) fiel etwa die Wiedereröffnung der Frankfurter Paulskirche (1948). Ferner wurde er als Gastdirigent im In- und Ausland verpflichtet. Als sein Markenzeichen – auch im privaten Kontext – galt der Querbinder.
An der Staatlichen Hochschule für Musik und Darstellende Kunst Frankfurt am Main begründete er 1954 eine Opernschule, an die er 1955 zum Professor berufen wurde. Wiederholt arbeitete er bei Aufführungen mit Paul Hindemith zusammen. 1967 erfolgte seine Verabschiedung aus dem Hochschuldienst.

### Übersetzer und Moderator
Von 1967 bis 1969 war er künstlerischer Leiter der „Gießener Musiktage“ für junge Solisten des Hessischen Rundfunks. Ebenda moderierte er von 1967 bis 1969 die achtteilige Sendereihe „Musik und Wort“. 1970 folgte die Moderation eines zehnteiligen Beethoven-Zyklus beim Hessischen Fernsehprogramm.
Für den Suhrkamp Verlag übersetzte er das „Wagner-Brevier“ von Bernard Shaw aus dem Englischen ins Deutsche (Erscheinungsdatum: 1973). Darüber hinaus transkribierte er die Anmerkungen Arnold Schönbergs zum „Entwurf einer neuen Ästhetik der Tonkunst“ von Ferruccio Busoni (Erscheinungsdatum: 1974). Außerdem war er als Übersetzer italienischer Opernlibretti für den Ricordi-Verlag tätig. In den rororo-Opernbüchern erschienen seine Erstübersetzungen (u. a. Otello 1981, La Bohème 1981, Rigoletto 1982).
Bruno Vondenhoff lebte seit 1945 mit seiner österreichischstämmigen Frau, der Schauspielerin und Sammlerin Eleonore Vondenhoff, geb. Murhammer (1900–1994), in Frankfurt-Dornbusch.
Das Paar heiratete 1927 römisch-katholisch in der Danziger Marienkirche; zu den Trauzeugen gehörte u. a. Generalmusikdirektor Cornelius Kun. Vondenhoff starb 1982 an den Folgen eines Unfalls in der U-Bahn Frankfurt und wurde auf dem Frankfurter Waldfriedhof Goldstein beigesetzt.

## Mahler-Sammlung und Nachlass
Als Pensionist widmete er sich gemeinsam mit seiner Frau intensiv der Person und dem Werk Gustav Mahlers, wobei er laut Eleonore bei der Veröffentlichung „die entscheidende Arbeit“ übernahm. Nach Eva Zander (2005) ist die Gustav-Mahler-Dokumentation „zum unverzichtbaren Hilfsmittel der internationalen Mahler-Forschung geworden“. Die Privatsammlung ist seit 1992 in der Musiksammlung der Österreichischen Nationalbibliothek in Wien untergebracht. Sie umfasst mehr als 7000 Unterlagen zu Mahler und dessen Umfeld. Erschlossen ist sie durch Katalogbände.
Vondendroffs Nachlass befindet sich ebenfalls in der Österreichischen Nationalbibliothek in Wien; er umfasst einen Zeitraum von ca. 1930 bis 1970. Ein weiterer Teil wird in der Frankfurter Musikhochschule verwahrt.

## Auszeichnungen
- 1935: Händel-Plakette der Stadt Halle[29] in Bronze[74]
- 1949: Erinnerungsplakette (im Goethe-Jahr 1949) der Stadt Frankfurt am Main[75]
- 1967: Großes Goldenes Ehrenzeichen der GDBA[76]
- 1968: Bundesverdienstkreuz 1. Klasse der Bundesrepublik Deutschland[76]
- 1977: Großes Goldenes Ehrenzeichen für Verdienste um die Republik Österreich (zusammen mit seiner Frau Eleonore Vondenhoff)[70]
- 1982: Goetheplakette der Stadt Frankfurt am Main[77]
- 1982: Goldene Mahler-Medaille der Internationalen Gustav Mahler Gesellschaft Wien (posthum[78]; zusammen mit seiner Frau Eleonore Vondenhoff)[79]

## Schriften
- Gustav-Mahler-Dokumentation, Sammlung Eleonore Vondenhoff. Materialien zu Leben und Werk (= Publikationen des Instituts für Österreichische Musikdokumentation. 4/9/21). 3 Bände, Hauptband und Ergänzungsband 1 hrsg. von Bruno und Eleonore Vondenhoff, Ergänzungsband 2 bearb. durch Veronika Freytag. Schneider, Tutzing 1978, 1983 (ISBN 978-3-7952-0397-9), 1997 (ISBN 978-3-7952-0908-7).